# Hans Henrik Ahlefeldt
Hans Henrik (Heinrich) (von) Ahlefeldt (født 1. marts 1656, død 23. marts 1720 i Hamborg) var en slesvigsk adelsmand, godsejer og diplomat under den danske konge i England og Tyskland. Søn af Bendix von Ahlefeldt og Elisabeth Hedevig von Thienen. Far til Benedikt von Ahlefeldt.